# Могильовська духовна семінарія
Могильовська духовна семінарія — середній духовний навчальний заклад Могильовської єпархії Російської православної церкви, яке готувало священно-та церковнослужителів. Існувала в 1757—1918.

## Історія
Семінарія відкрита в 1757 архієпископом Георгієм (Кониським).
У 1758 імператриця Єлизавета Петрівна постановила постійно виділяти на Могильовську семінарію по 400 рублів. Програма Могильовської школи нічим не відрізнялася від програм інших семінарій того часу, оскільки в ній були ті ж класи - синтаксису, інфима, риторики, філософії та богослов'я. Архієпископ Георгій заглиблювався буквально в усі питання школи. Запрошував викладачів з Києва, становив програми, друкував підручники, призначав платню вчителям, розподіляв курси навчання, ставив на чолі Семінарії досвідчених керівників.
Перші роки існування семінарії були дуже складними через те, що семінарія існувала у ворожому католицькому середовищі. Після першого поділу Речі Посполитої і приєднання Могильовської єпархії до Росії в 1772 для Семінарії настали спокійні часи.
У 1799 в Могильовській семінарії була заснована професійна капела, що мала популярність на території Білорусі.
У 1889 Могильовська духовна семінарія стала центром святкування 50-річчя повернення уніатів Західного краю в православ'я.
Закрита більшовиками в 1918.

## Ректори
- Ігумен Іоасаф (1 березня 1798 —?)
- Архімандрит Іустин (Сементовский) (21.11.1808—?)
- Венедикт (Григорович) (1814—1821)
- Мелетій (Леонтович) (1821—1823)
- Аркадій (Фьодоров) (1823—1824)
- Іоанникій (Образцов) (август 1824—1825)
- Арсеній (Москвін) (25.08.1825 —?)
- Гавриїл (Воскресенський) (1827—1829)
- Полікарп (Радкевич) (15.07. 1829—1836)

- Софонія (Сокольський) (13 лютого 1847—1848)
- Павло (Доброхотов) (29 січня 1859—1863)
- Палладій (Ганкевич) (26 квітня 1863—1871)
- Олександр (Закк-Заккіс) (10 листопада 1871—1883)
- Сергій (Соколов) (1884—1887)
- Миколай (Зьоров) (16.11.1887—1889)
- Тихон (Морошкин) (1889—1891)
- Іоаникій (Надеждин) (19 вересня 1891—1893)
- Михаїл (Єрмаков) (1893)
- Аркадій (Карпинський) (жовтень 1893—1895)
- Михайло (Темнорусов) (1895—1897)
- Савваітскій, Михайло Іванович (1897—1901)
- Митрофан (Краснопільський) (1902—1907)
- Зефіров, Микола Андрійович, протоієрей (з 10 лютого 1907)